# Phytomyza corvimontana
Phytomyza corvimontana är en tvåvingeart som beskrevs av Erich Martin Hering 1930. Phytomyza corvimontana ingår i släktet Phytomyza och familjen minerarflugor.
Artens utbredningsområde är Tyskland. Arten är reproducerande i Sverige. Inga underarter finns listade i Catalogue of Life.